# Savage Poetry
Savage Poetry, lanzado en 1995, es el primer álbum de la banda de power metal alemán Edguy. El álbum fue producido por los mismos integrantes, inicialmente como un demo. El álbum fue grabado cuando los miembros de la banda tenían aproximadamente 16 años de edad.

## Lista de canciones
1. "Key to My Fate"
2. "Hallowed"
3. "Misguiding Your Life"
4. "Sands of Time"
5. "Sacred Hell"
6. "Eyes of the Tyrant"
7. "Frozen Candle"
8. "Roses to No One"
9. "Power and Majesty"

## Formación
- Tobias Sammet - Voces, bajo
- Jens Ludwig - Guitarra
- Dirk Sauer - Guitarra
- Dominik Storch - Batería

- Datos: Q7427759